# Villa Buratti
Villa Codognato, Buratti, Coin, Tegon è una villa veneta di Mogliano Veneto, situata a nord del centro e sul lato occidentale del Terraglio.

## Storia
Fu realizzata nella seconda metà del Seicento o, secondo altri, nel Settecento. Un'iscrizione posta all'interno del salone centrale afferma che il costruttore fu Domenico Codognato, cui passò poi ai figli Giuseppe e Marco. Nel 1835 venne acquistata da Arcangela Brinis, vedova del poeta vernacolo Pietro Buratti, e fu quindi ereditata dal figlio Antonio. Nell'aprile del 1848 vi fu ospitato il generale Giovanni Durando che si apprestava a soccorrere i patrioti veneti in vista del ritorno degli Austriaci.

## Architettura
Il complesso si articola nella casa padronale e in altre tre costruzioni distribuite liberamente nel parco: due rustici e l'oratorio privato.
La prima è un volume compatto poggiante su un basamento a scarpa (l'ingresso è raggiungibile mediante una breve scalinata) e sviluppato su due livelli conclusi dalla copertura a padiglione. Il fronte principale si rivolge a est, verso la strada.
L'edificio è strutturato secondo il tipico schema veneziano, con salone passante al centro e ambienti minori ai lati. Ciò è riscontrabile già nella facciata, caratterizzata da una simmetria tripartita con la fascia centrale accentuata da due sporgenze verticali, nonché dalla diversificazione dei frontoni nelle aperture del primo piano e dei profili in quelle del piano terra. Questa tendenza alla verticalità è tuttavia smorzata da una certa attenzione alla componente orizzontale, con l'uso di numerose cornici e fasce.
Si ricordano inoltre le due specchiature del piano terra, decorate da affreschi di autore ignoto.
I rustici, posti a nord della casa padronale, si caratterizzano per le arcate al piano terra; quello più vicino alla strada spicca per il portico a tre luci con archi ribassati, sormontato da una cornice marcapiano continua.
A sud, affacciato direttamente sulla strada, si trova il piccolo oratorio della Madonna del Rosario, un edificio di assoluto pregio architettonico. Sulla facciata, due lesene di ordine ionico sostengono la trabeazione continua con fregio liscio e architravi a due fasce. Altre due lesene delimitano la parte centrale in cui si trova il portale d'ingresso, sormontato da un timpano triangolare. Dietro a questo si trova una balaustra che nasconde il tetto, raccordata da due superfici murarie ai pinnacoli di margine.